# Provincia Badajoz
Badajoz este o provincie în Spania, în comunitatea autonomă Extremadura. Capitala sa este Badajoz.
Cu o suprafață de 21.766 km ², este cea mai mare provincie a Spaniei.Populația în 2003 a fost 663.896 de locuitori.

Diviziunile Provinciei Badajoz